# Da Lench Mob
Da Lench Mob è stato un gruppo musicale statunitense di genere West Coast hip hop, attivo dal 1992 al 1995.

## Storia
Nel 1990 il gruppo partecipò ad AmeriKKKa's Most Wanted, album solista di Ice Cube, ma pubblicò il proprio disco di debutto, Guerillas in tha Mist, solo due anni dopo. Originariamente la formazione comprendeva lo stesso Ice Cube, Shorty, T-Bone e J-Dee. Quest'ultimo nel 1993 venne accusato di omicidio e condannato all'ergastolo, venendo sostituito da Maulkie, componente del gruppo Yomo & Maulkie. Prima di sciogliersi i Da Lench Mob pubblicarono il loro secondo album, Planet of da Apes.

## Discografia

### Album in studio
- 1992 - Guerillas in tha Mist
- 1994 - Planet of da Apes

### Singoli
- 1992 - Guerillas in tha Mist
- 1993 - Freedom Got an A.K.
- 1994 - Chocolate City
- 1994 - Goin' Bananas